# Пандемия от COVID-19
Пандемията от COVID-19 е епидемия, обявена в началото на 2020 година, която постепенно обхваща почти всички страни на всички континенти на Земята, като една от последните страни, обявила пандемия от COVID-19, е Северна Корея.
В края на ноември 2019 в Китай, град Ухан, Централен Китай, е идентифициран нов вирус наречен SARS-CoV-2 (или коронавирус). Това става, след като без ясни причини през декември хора развиват пневмония, която не се повлиява от известните методи за лечение. Има свидетелства за предаване на вируса от човек на човек, като най-бързо се разпространява средата на януари 2020 г. Няколко страни в Европа, Северна Америка и най-вече в Азиатско-Тихоокеанския район съобщават за случаи на 2019-nCoV. Инкубационният период на вируса е между 2 и 14 дни, но се предава от човек на човек и преди появата на симптоми, както и няколко дена след излекуването. Симптомите включват треска, кашлица и затруднено дишане, като изходът може да бъде фатален.
Първото съобщение за заразени работници от уханския пазар за морска храна е направено на 31 декември 2019 г., като първите симптоми се проявяват три седмици по-рано – на 9 декември 2019 г. Пазарът е затворен на 1 януари 2020 г., а заразените лица са поставени под карантина. Над 700 души, включително над 400 здравни работници, които са били в контакт със заразените, са поставени под наблюдение впоследствие. След разработването на специален тест за диагностика чрез полимеразна верижна реакция за откриване на инфекцията наличието на вируса е установено при 41 жители на Ухан. По-късно е потвърдено, че в два от случаите са засегнати цели семейства, едно от които не е посещавало пазара. На 9 януари 2020 г. е регистриран първият смъртен случай на 61-годишен мъж. На 16 януари 2020 г. китайските власти обявяват смъртта на друг 69-годишен мъж в Ухан. Налични са опасения за по-нататъшно разпространяване на заразата по времето около китайската Нова година. На 20 януари Китай съобщава за голямо нарастване в случаите с почти 140 нови пациенти, включително двама души от Пекин и един от Шънджън.
Потвърдените случаи извън Китай включват две жени в Тайланд, един мъж в Япония и една жена в Южна Корея. Въз основа на статистиките за международни пътувания на 17 януари британски учени изчисляват, че приблизителният брой на заразените е около 1700 души. Към 20 януари има 222 лабораторно потвърдени случая: 218 в Китай, два в Тайланд, два в Япония и два в Южна Корея.
Световната здравна организация предупреждава за възможността от по-широко разпространение на заболяването по света. Това е шестата такава класификация след пандемията на свинския грип през 2009 г.
Китайските учени успяват да изолират новия коронавирус 2019-nCoV и установяват, че генетически е между 75% и 80% подобен на разразилия се през 2003 г. SARS-CoV.

## Обзор
След няколко китайски епидемии, които засягат обширни региони в Китай, при което се обявява извънредна обстановка, заради нови, непознати вируси, в началото на 2020 е обявено разпространението, отново произлизащо от Китай, на нов вид вирус, наречен ковид-19 (или в някои случаи коронавирус).
Повечето от случаите на пневмония без видим причинител са съсредоточени около животински и рибен пазар с 1000 сергии, продаващи пилета, котки, фазани, прилепи, мармоти, отровни змии, петнисти елени и органи от зайци и други диви животни, се появяват подозрения, че причинителят може да е нов коронавирус с животински източник.
Коронавирусите се срещат най-често сред животните, но са познати случаи, при които мутират и започват да заразяват и хората – тежкия остър респираторен синдром, близкоизточния дихателен синдром и четири други коронавируса, срещани при хората. Всичките шест могат да се разпространяват от човек на човек. През 2002 г. в Китай се разразява епидемия от тежък остър респираторен синдром с първоизточник цибетка от животински пазар. Чрез международни самолетни полети и по други бързи начини епидемията се разпространява до Канада и САЩ, причинявайки повече от 700 смъртни случая по света. Последният случай е регистриран през 2004 г. По това време Световната здравна организация отправя критики към Китай за начина, по който се справя с епидемията. Десет години след началото на тежкия остър респираторен синдром свързаният с едногърбите камили коронавирус, наречен „близкоизточен дихателен синдром“, причинява повече от 750 смъртни случая в 27 държави. Връзката между уханската епидемия и пазара за морска храна и животни води до предположението за животински произход на вируса.
Ухан е седмият по големина град в Китай с население от над 11 милиона души. Градът е основен транспортен център в централен Китай. Намира се на приблизително 1100 км южно от Пекин, 800 км на запад от Шанхай и 1000 км северно от Хонг Конг. От Ухан има директни полети към Европа: шест полета на седмица до Париж, три до Лондон и пет до Рим.
На 5 май 2023 г. Световната здравна организация отменя глобалното извънредно положение, което е свързано с коронавируса. По този начин официално се слага край на пандемията причинена от Covid 19, продължила официално 3 години и 2 месеца.

## Епидемиология

### Хронология
| Дата             | Случаи     | Случаи     | Смъртни случаи | Карантина     | Карантина | Карантина |
| Дата             | Подозрения | Потвърдени | Смъртни случаи | Под карантина | Изписани  | Общо      |
| ---------------- | ---------- | ---------- | -------------- | ------------- | --------- | --------- |
| 31 декември 2019 | 27         |            |                |               |           |           |
| 3 януари 2020    | 44         |            |                | 121           |           |           |
| 5 януари 2020    | 59         |            |                | 163           |           |           |
| 10 януари 2020   |            | 41         | 1              |               |           |           |
| 11 януари 2020   |            | 41         | 1              | 717           | 46        | 763       |
| 12 януари 2020   |            | 41         | 1              | 687           | 76        | 763       |
| 13 януари 2020   |            | 41         | 1              | 576           | 187       | 763       |
| 15 януари 2020   |            |            | 2              | 119           | 644       | 763       |
| 16 януари 2020   |            | 45         |                | 98            | 665       | 763       |
| 17 януари 2020   |            | 62         | 2              | 82            | 681       | 763       |
| 18 януари 2020   |            | 121        |                |               |           |           |
| 19 януари 2020   |            | 198        | 3              | 90            | 727       | 817       |
| 20 януари 2020   |            | 218        | 3              |               |           |           |

30 декември 2019 г: „Спешно уведомление за лечението на пневмония с неизвестен причинител“ е издадено от Медицинската администрация на уханския общински здравен комитет.

## Превенция, ваксинация и лечение на заболяването
Още при предишните китайски вирусни епидемии в много международни офиси са въведени мерки, като миене на ръцете с медицински препарати.
Както и при предните вирусни епидемии, за да се предотврати инфекция, Световната здравна организация препоръчва „често миене на ръцете, покриване на устата и носа при кашляне и кихане... както и избягване на пряк контакт с човек, който проявява симптомите на респираторно заболяване“. Въпреки че няма специфично лечение за човешки коронавирус, северноамериканският Център за контрол и превенция на заболяванията препоръчва на заразените да приемат лекарства за обикновена настинка, да пият течности и да почиват, за да облекчат симптомите. Някои страни изискват от гражданите си да съобщят на личния си лекар при симптоми, подобни на настинка, особено ако са посещавали Китай.
Ситуацията в Ухан е наблюдавана и заради предстоящия трети кръг от олимпийската квалификация на Азиатската футболна конфедерация за жени. На 22 януари конфедерацията обявява, че ще премести мачовете, които са били насрочени за провеждане в Ухан.
Местните власти в различни краища на страната обявяват затварянето на училищата и отлагат началото на новия учебен срок, който обикновено започва в късния февруари или ранния март. Всички учебни заведения от детски градини до университети в цялата Хубейска провинция ще удължат срока на зимната си ваканция, а началото на новия срок ще бъде обявено в бъдещо съобщение. Китайското министерство на образованието също така изисква от всички училища да прекратят провеждането на публични събития и да отложат всички важни изпити. Някои университети, отворени за обществеността, също отказват да приемат посетители. Хунанските власти, а по-късно и тези в Шанхай и Шънджън, забраняват частните уроци и призовават училищата да съобщават за ученици, които са били в Ухан или Хубей по време на зимната ваканция. Полуавтономните региони Хонг Конг и Макао също обявяват промени в учебните си програми.
Макар препоръките на СЗО и северноамериканския Център за контрол и превенция на заболяванията (CDC) да не се носят защитни маски, има нарастващи сведения, че масовото носене на маски всъщност има положителен ефект. Агрегиран анализ на статии, свързани с избухването на епидемия от ТОРС през 2003 година показва, че масовото носене на маски е намалило риска от заразяване в Пекин със 70%. Според Айвън Хунг, вирусолог от Хонконгския медицински университет, наличните данни очертават носенето на маска като най-важната мярка за ограничаване на заразата. Маските ограничават разпространението на вируса от асимптоматични носители.

### Градове под карантина
В Ухан е поставена карантина върху влизането и напускането на града от 23 януари 2020. Полетите, влаковите пътувания, автобусите и метрото са спрени до по-нататъшно съобщение. Целта на тези практики е да спре разпространението на вируса извън Ухан и да подсигури здравето и безопасността на хората според китайската новинарска агенция Синхуа. Големите събирания и туристическите групи също са прекратени. Множество логистични проблеми произтичат вследствие на карантината, включително повишаване на цените на хранителните стоки и трудно достигане до болниците от медицинския персонал. В Ухан пътищата остават отворени, но полицията проверява всички пристигащи превозни средства.
На 23 януари китайското правителство обявява затваряне на Чиби Сити, ефективно от 24 януари, предшествано от градовете в градската префектура Хуанган, Ъджоу и Ухан.
Съобщава се, че местните власти в Ухан са поискали държавно предприятие да бъде реконструирано и превърнато в център за вирусна терапия с темпо, подобно на това при разразяването на вируса от 2003 г.
Тъй като Ухан е затворен, местните жители се запасяват с продукти от първа необходимост. Съобщени са много случаи на големи опашки пред супермаркети, аптеки и бензиностанции – жителите се трупат пред бензиностанциите заради фалшиви слухове, че запасите от гориво са на изчерпване. След въвеждането на карантината цените на продуктите в Ухан се повишават значително.
Поне три града са „заключени“ от китайските власти с общо население от над 18 милиона.
Епидемолог и екипи от медицински специалисти, които провеждат еднодневна инспекция в Ухан, съобщават, че Уханската епидемия е поне 10 пъти по-голяма от тази на тежкия остър респираторен синдром, призовавайки хората да се отдалечат от Ухан колкото се може по-скоро.
Някои постове в „Уейбо“ показват, че болниците в Ухан вече са препълнени с хиляди хора с треска и се изказват силно критично към достоверността на цифрите, обявени от китайското правителство, въпреки че подобни постове вече са изтрити поради неизвестни причини.
| Град     | Поставен под карантина | Население  |
| -------- | ---------------------- | ---------- |
| Ухан     | 23 януари 2020         | 7 541 527  |
| Хуанган  | 24 януари 2020         | 6 162 069  |
| Ъджоу    | 24 януари 2020         | 1 048 672  |
| Чъби     | 24 януари 2020         | 478 410    |
| Дзинджоу | 24 януари 2020         | 5 691 707  |
| Джъдзян  | 24 януари 2020         | 495 995    |
| Ичан     | 24 януари 2020         | 4 059 686  |
| Циендзян | 24 януари 2020         | 946 277    |
| Сиентао  | 24 януари 2020         | 1 175 085  |
| Сиеннин  | 24 януари 2020         | 2 462 583  |
| Хуаншъ   | 24 януари 2020         | 2 429 318  |
| Дангянг  | 24 януари 2020         | 469 600    |
| Енши     | 24 януари 2020         | 777 000    |
| Шиаоган  | 24 януари 2020         | 4 915 000  |
| Джингмен | 24 януари 2020         | 2 896 500  |
| Уънджоу  | 24 януари 2020         | 3 039 439  |
| Общо     |                        | 48 721 339 |

### Евакуиране на външни дипломати и граждани от Ухан
Държавният департамент на САЩ обявява на 25 януари, че ще вземе мерки за евакуирането на дипломати и държавни служители от консулството на САЩ в Ухан, както и на всички щатски граждани засегнати от затварянето на града. Предполага се, че около 1000 щатски граждани живеят в провинция Хубей. Очаква се евакуационен полет да излети от Уханското международно летище на 28 януари с финална дестинация международното летище Сан Франциско.
Тайландското правителство също планира евакуацията на 64 жители на страната. Четири самолета C-130 Херкулес, екипирани с медицински екипи на борда, са поставени на изчакване, като по-подробен план за евакуация се очаква до 27 януари.
Правителствата на Русия, Франция, Индия, Япония и Австралия обмислят подобни мерки.

## Специализирани болници
Като противодействие срещу възникналата епидемия започва изграждането на специализирана болница. Целта на проекта е също така да се осигурят по-добри условия за поставянето на пациентите под карантина.
На 24 януари уханските власти обявяват подробностите около плана си да изградят болницата в срок от шест дни. Болницата трябва да влезе в употреба на 3 февруари и ще има 1000 легла, използващи карго контейнери. Площта на лечебното заведение ще бъде 25 000 квадратни метра.
На 25 януари властите обявяват планове за втора специализирана болница с капацитет от 1300 легла; според плана тя трябва да е готова до две седмици. Някои хора използват социалните мрежи, за да споделят притесненията си, породени от решението на властите да построят втора болница в такъв кратък срок. Според тях това е признак, че е възможно ситуацията да е много по-тежка от очакваното.

## Потвърдени случаи
Общо потвърдени, глобално случаи на заразени към 5 април 2020 г.: 1 213 199; възстановени случаи: над 290 000 (91%); смъртни случаи: над 65 600 (16%).

### Италия
В периода 2020 – 2021 Италия е една от най-засегнатите страни в света. Има около 180 000 заразени към 20 април 2020. Броят на смъртните случаи е около 14 000, а страната е под карантина.

### Иран
Иран е третата най-засегната държава след Китай, към 14 март 2020 г. броят на заразените достига 12 729 души, 611 са починали. Заразени са членове на висшето ръководство на страната, сред които заместник-министри и депутати, които са контактни към началото на месец март с всички останали ченове на правителството и Парламента. В края на февруари 2020 г. Иран обявява отмяна на петъчни молитви и затваря поклоннически събрания като изключение от обичайната политика на страната.

### Макао
Към 8 март 2020 г. Макао потвърждава за 10 случая на коронавируса.

### България
На 8 март са открити първите два случая на коронавирус в България, мъж от Плевен и жена от Габрово. На 13 март 2020 е обявено извънредно положение до 14 юни.

### Хонг Конг
Хонгконгският център по здравеопазване добавя термина „неидентифицирана пневмония“ към списъка си със значими заболявания, за да разшири правомощията си в поставянето на пациенти под карантина. Хонгконгското правителство от своя страна намалява посещенията в болниците и въвежда изискването за носене на предпазна маска от посетителите. Проверките по летищата и гарите в посока Ухан са затегнати. През първата седмица на 2020 г. 30 пътници от Ухан са тествани. На 22 януари мъж, пристигнал от Шънджън, развива симптоми типични за пневмония. Предишния месец мъжът е бил в Ухан и след като тестът му се оказва положителен е настанен в болница Кралица Мери. Друг мъж от Ма Он Шан, който също е посещавал Ухан, се превръща във втория потвърден случай в Хонг Конг.
Местното правителство определя болница Лейди Макълхаус в Сай Кунг за карантинен център. На 23 януари трима души, които са били в близък контакт със заразените, са поставени под карантина.

### Япония
30-годишен китайски гражданин, който е пътувал до Ухан, развива треска на 3 януари и впоследствие се връща в Япония на 6 януари. Той дава положителна проба за коронавируса по време на посещение в болница между 10 и 15 януари. Той не е посещавал пазара за морска храна Хуанан, но вероятно е бил в контакт с един от заразените в Ухан.

## Критики
Китайските власти понасят критики за начините, по които се справят с епидемията. Те включват недостатъчно медицински принадлежности, липса на прозрачност в медийните съобщения, цензура в социалните мрежи, подценяване на сериозността на положението и грубо отношение към потенциални пациенти. На 1 януари уханската полиция разпитва 8 жители относно разпространението на „неверни сведения“ и „преувеличаване“ на опасността. Ли Уелианг, лекарят, който за първи път вдига тревога в Китай за наличието на новия коронавирус, е заплашван от полицията и правителството с присъда, в случай че разкрие подробности около епидемията в Ухан.
Повече от месец потвърдените случаи в Китай са само от Ухан, но междувременно се появяват такива в Тайланд и Япония. Появяват се потребители в социалните мрежи, които предполагат, че властите крият истинските цифри, тъй като Ухан е много по-близко свързан с останалите региони в Китай, отколкото с други страни. Местните шеговито наричат вируса „патриотичен“ заради факта, че „засяга само другите страни, но не и нас“.
Няколко медийни кореспонденти от Хонг Конг са задържани от полицията за повече от час, докато интервюират в уханска болница на 14 януари. Съобщенията твърдят, че след като са били отведени в местното полицейско управление, репортерите са били помолени да изтрият видеоматериалите си от болницата, преди да бъдат освободени.

## Ваксини
Няколко организации по света работят по създаването на ваксина. Щатските национални институти по здравеопазване се надяват, че първите тестове върху хора ще могат да се проведат през април 2020 г. Китайският център за контрол и превенция на зарази започва разработването на ваксини срещу новия коронавирус и провежда тестове на ефективността на вече съществуващи лекарства срещу пневмония. Коалицията за епидемична подготовка и иновации финансира три проекта за ваксина и се надява, че ще може да проведе тестове на такава през юни и да я одобри до една година. Куинсландският университет в Австралия получава 10,6 милиона долара от КЕПИ за създаването на ваксинална платформа „молекулярна скоба“. Компанията Модерна разработва РНК ваксина с финансиране от КЕПИ. Иновио Фармацевтика получава грант от КЕПИ и разработва дизайна на ваксина, два часа след получаването на генната последователност. Ваксината се разработва така, че първо да може да бъде тествана върху животни.
Базираната в Сан Франциско Вир Биотехнолъджи преценява дали предишно идентифицираните моноклонални антитела са ефективни срещу вируса.